# Danh sách cầu thủ tham dự giải vô địch bóng đá U-17 Bắc, Trung Mỹ và Caribe 2009

## Bảng A

### Canada
Huấn luyện viên:  Sean Flemming

| Số | VT | Cầu thủ               | Ngày sinh (tuổi)            | Trận | Bàn | Câu lạc bộ           |
| -- | -- | --------------------- | --------------------------- | ---- | --- | -------------------- |
| 1  | TM | Richard Causton       | 15 tháng 3, 1992 (17 tuổi)  |      |     | Vancouver Whitecaps  |
| 2  | HV | Hugo LaPointe-Senecal | 2 tháng 1, 1993 (16 tuổi)   |      |     | Royal Beauport       |
| 3  | HV | Feras Samain          | 30 tháng 6, 1992 (16 tuổi)  |      |     | Toronto FC           |
| 4  | HV | Francesco Augustin    | 3 tháng 2, 1992 (17 tuổi)   |      |     | Trois-Rivières Attak |
| 5  | HV | Derrick Bassi         | 29 tháng 2, 1992 (17 tuổi)  |      |     | Middlesbrough        |
| 6  | TV | Felix Cardin          | 6 tháng 7, 1992 (16 tuổi)   |      |     | Trois-Rivières Attak |
| 7  | TV | Jonathan Lao          | 8 tháng 4, 1993 (16 tuổi)   |      |     | Toronto FC           |
| 8  | TĐ | Jaineil Hoilett       | 11 tháng 5, 1992 (16 tuổi)  |      |     | FC St. Pauli         |
| 9  | TĐ | Jordan Ongaro         | 14 tháng 1, 1992 (17 tuổi)  |      |     | Edmonton Scottish    |
| 10 | TĐ | Abdoulaye Sylla       | 12 tháng 10, 1992 (16 tuổi) |      |     | Metz                 |
| 11 | TV | Russell Teibert       | 22 tháng 12, 1992 (16 tuổi) |      |     | Vancouver Whitecaps  |
| 12 | TV | Kevin Cobby           | 31 tháng 3, 1992 (17 tuổi)  |      |     | Vancouver Whitecaps  |
| 13 | TV | Brennan McNicoll      | 29 tháng 11, 1992 (16 tuổi) |      |     | Toronto FC           |
| 14 | TĐ | Coulton Jackson       | 10 tháng 2, 1992 (17 tuổi)  |      |     | Vancouver Whitecaps  |
| 15 | HV | Amine Meftouh         | 4 tháng 1, 1992 (17 tuổi)   |      |     | Trois-Rivières Attak |
| 16 | TĐ | Caolan Lavery         | 22 tháng 10, 1992 (16 tuổi) |      |     | Red Deer Renegades   |
| 18 | TV | Ezequiel Lubocki      | 14 tháng 6, 1992 (16 tuổi)  |      |     | Lucania              |
| 19 | TĐ | Justin Maheu          | 23 tháng 1, 1992 (17 tuổi)  |      |     | Toronto FC           |
| 20 | HV | Karl Ouimette         | 18 tháng 6, 1992 (16 tuổi)  |      |     | Trois-Rivières Attak |
| 22 | TM | Garrett Cyprus        | 13 tháng 5, 1992 (16 tuổi)  |      |     | Toronto FC           |

### Cuba
Huấn luyện viên:  Alexander González

| Số | VT | Cầu thủ           | Ngày sinh (tuổi)            | Trận | Bàn | Câu lạc bộ |
| -- | -- | ----------------- | --------------------------- | ---- | --- | ---------- |
| 1  | TM | Odisnel Cooper    | 31 tháng 3, 1992 (17 tuổi)  |      |     | La Habana  |
| 2  | HV | Yandry Prieto     | 28 tháng 10, 1992 (16 tuổi) |      |     | La Habana  |
| 3  | HV | Yordan Expósito   | 22 tháng 7, 1992 (16 tuổi)  |      |     | La Habana  |
| 4  | HV | Daniel Cantero    | 3 tháng 12, 1992 (16 tuổi)  |      |     | La Habana  |
| 5  | HV | Liosvel Hernández | 14 tháng 3, 1992 (17 tuổi)  |      |     | La Habana  |
| 6  | TV | Over Urgelles     | 14 tháng 1, 1992 (17 tuổi)  |      |     | Guantánamo |
| 8  | TV | Raydel Fernández  | 18 tháng 1, 1992 (17 tuổi)  |      |     | Camagüey   |
| 9  | TĐ | Yaudel Lahera     | 9 tháng 2, 1992 (17 tuổi)   |      |     | La Habana  |
| 10 | TV | Luis Portal       | 19 tháng 1, 1992 (17 tuổi)  |      |     | La Habana  |
| 11 | TĐ | Randy Lizama      | 16 tháng 7, 1992 (16 tuổi)  |      |     | La Habana  |
| 12 | TM | Yeimi Guerra      | 30 tháng 12, 1992 (16 tuổi) |      |     | La Habana  |
| 13 | TV | Alejandro Márquez | 12 tháng 5, 1992 (16 tuổi)  |      |     | La Habana  |
| 14 | TĐ | Dayron Blanco     | 2 tháng 10, 1992 (16 tuổi)  |      |     | La Habana  |
| 15 | TV | Yadien Ortiz      | 18 tháng 1, 1992 (17 tuổi)  |      |     | Matanzas   |
| 16 | TV | Ricardo Peña      | 21 tháng 12, 1992 (16 tuổi) |      |     | La Habana  |
| 17 | TV | Humberto Puig     | 26 tháng 8, 1992 (16 tuổi)  |      |     | Granma     |
| 18 | TĐ | Ovaldo Lemus      | 1 tháng 5, 1992 (16 tuổi)   |      |     | La Habana  |
| 20 | TV | Osdany Soto       | 12 tháng 4, 1992 (17 tuổi)  |      |     | La Habana  |

### Honduras
Huấn luyện viên:  Emilio Umanzor

| Số | VT | Cầu thủ          | Ngày sinh (tuổi)            | Trận | Bàn | Câu lạc bộ       |
| -- | -- | ---------------- | --------------------------- | ---- | --- | ---------------- |
| 1  | TM | Jesús Rivera     | 26 tháng 6, 1993 (15 tuổi)  |      |     | Motagua B        |
| 2  | HV | Nixon Duarte     | 24 tháng 5, 1992 (16 tuổi)  |      |     | Real España B    |
| 3  | HV | Johny Rivera     | 27 tháng 4, 1992 (16 tuổi)  |      |     | Real España B    |
| 4  | HV | Ever Alvarado    | 30 tháng 1, 1992 (17 tuổi)  |      |     | Atlético Junior  |
| 5  | HV | Helder Martínez  | 3 tháng 3, 1992 (17 tuổi)   |      |     | Gimnástico       |
| 6  | HV | Allan Gutiérrez  | 11 tháng 1, 1992 (17 tuổi)  |      |     | Motagua B        |
| 7  | TV | Wilmer Fuentes   | 21 tháng 4, 1992 (17 tuổi)  |      |     | Marathón B       |
| 8  | HV | Roberto López    | 15 tháng 4, 1992 (17 tuổi)  |      |     | Motagua B        |
| 9  | TĐ | Diego Rodríguez  | 20 tháng 4, 1993 (16 tuổi)  |      |     | Real España B    |
| 10 | TV | Alexánder López  | 5 tháng 6, 1992 (16 tuổi)   |      |     | Olimpia B        |
| 11 | TĐ | Anthony Lozano   | 25 tháng 4, 1993 (15 tuổi)  |      |     | Olimpia          |
| 12 | TM | Harold Fonseca   | 8 tháng 10, 1993 (15 tuổi)  |      |     | Motagua B        |
| 13 | HV | José Tobías      | 20 tháng 1, 1992 (17 tuổi)  |      |     | Real España B    |
| 14 | HV | Allan Rivas      | 6 tháng 1, 1992 (17 tuổi)   |      |     | Olimpia B        |
| 15 | TĐ | Rosendo González | 21 tháng 1, 1992 (17 tuổi)  |      |     | Olimpia B        |
| 16 | TV | Jair Aragón      | 26 tháng 10, 1992 (16 tuổi) |      |     | Real Juventud    |
| 17 | TĐ | José Sánchez     | 24 tháng 1, 1992 (17 tuổi)  |      |     | Victoria         |
| 18 | TV | Néstor Martínez  | 4 tháng 5, 1992 (16 tuổi)   |      |     | Olimpia B        |
| 19 | TĐ | Héctor Matute    | 5 tháng 4, 1992 (17 tuổi)   |      |     | Atlético Gualala |

### Hoa Kỳ
Huấn luyện viên: Wilmer Cabrera

| Số | VT | Cầu thủ             | Ngày sinh (tuổi)            | Trận | Bàn | Câu lạc bộ                 |
| -- | -- | ------------------- | --------------------------- | ---- | --- | -------------------------- |
| 1  | TM | Earl Edwards        | 24 tháng 1, 1992 (17 tuổi)  |      |     | La Jolla Nomads SC         |
| 2  | HV | Eriq Zavaleta       | 2 tháng 8, 1992 (16 tuổi)   |      |     | FC Pride                   |
| 3  | HV | Tyler Polak         | 13 tháng 5, 1992 (16 tuổi)  |      |     | Capital Soccer Academy     |
| 4  | HV | Perry Kitchen       | 29 tháng 2, 1992 (17 tuổi)  |      |     | Chicago Magic AS Monaco    |
| 5  | TV | Marlon Duran        | 25 tháng 1, 1992 (17 tuổi)  |      |     | Latino Americano           |
| 6  | HV | Jared Watts         | 3 tháng 2, 1992 (17 tuổi)   |      |     | North Meck SC              |
| 7  | TĐ | Stefan Jerome       | 11 tháng 8, 1992 (16 tuổi)  |      |     | West Pines United FC       |
| 8  | HV | Alex Shinsky        | 2 tháng 4, 1993 (16 tuổi)   |      |     | Super Nova FC              |
| 9  | TĐ | Jack McInerney      | 5 tháng 8, 1992 (16 tuổi)   |      |     | Cobb SC                    |
| 10 | TV | Luis Gil            | 14 tháng 11, 1993 (15 tuổi) |      |     | Pateadores                 |
| 11 | TV | Dustin Corea        | 21 tháng 3, 1992 (17 tuổi)  |      |     | East Side United FC        |
| 12 | HV | Emilio Orozco       | 29 tháng 4, 1992 (16 tuổi)  |      |     | Rampage FC                 |
| 13 | TĐ | Joseph Gyau         | 16 tháng 9, 1992 (16 tuổi)  |      |     | FC DELCO                   |
| 14 | HV | Zachary Herold      | 7 tháng 6, 1992 (16 tuổi)   |      |     | West Pines United FC       |
| 15 | TV | Carlos Martínez     | 21 tháng 1, 1992 (17 tuổi)  |      |     | Wilmington Jr.             |
| 16 | TV | Nicholas Palodichuk | 15 tháng 9, 1992 (16 tuổi)  |      |     | Washington Premier FC      |
| 17 | TĐ | Juan Agudelo        | 23 tháng 11, 1992 (16 tuổi) |      |     | New York Red Bulls Academy |
| 18 | TM | Spencer Richey      | 30 tháng 5, 1992 (16 tuổi)  |      |     | Crossfire Premier          |
| 19 | TV | Andy Craven         | 21 tháng 1, 1992 (17 tuổi)  |      |     | First Coast Kicks          |
| 20 | TV | Sebastian Lletget   | 3 tháng 9, 1992 (16 tuổi)   |      |     | Santa Clara SC             |

## Bảng B

### Costa Rica
Huấn luyện viên:  Juan Diego Quesada

| Số | VT | Cầu thủ               | Ngày sinh (tuổi)           | Trận | Bàn | Câu lạc bộ  |
| -- | -- | --------------------- | -------------------------- | ---- | --- | ----------- |
| 1  | TM | Ricardo Alonso Rojas  | 3 tháng 1, 1992 (17 tuổi)  |      |     | Alajuelense |
| 2  | HV | Irving Huertas        | 21 tháng 2, 1993 (16 tuổi) |      |     | No club     |
| 3  | HV | Jean Carlos Sánchez   | 19 tháng 4, 1992 (17 tuổi) |      |     | No club     |
| 4  | HV | Alejandro Calderón    | 26 tháng 2, 1992 (17 tuổi) |      |     | Herediano   |
| 5  | TV | Pablo Martínez        | 14 tháng 1, 1992 (17 tuổi) |      |     | Alajuelense |
| 6  | TV | Felipe Santibáñez     | 21 tháng 2, 1992 (17 tuổi) |      |     | NA          |
| 7  | TĐ | Danny Blanco          | 1 tháng 9, 1992 (16 tuổi)  |      |     | Alajuelense |
| 8  | TV | Golobio Bustos        | 9 tháng 7, 1992 (16 tuổi)  |      |     | Saprissa    |
| 9  | TĐ | Jonathan Moya         | 6 tháng 1, 1992 (17 tuổi)  |      |     | Saprissa    |
| 10 | TĐ | Deyver Vega           | 19 tháng 9, 1992 (16 tuổi) |      |     | Saprissa    |
| 11 | TĐ | Joel Campbell         | 26 tháng 6, 1992 (16 tuổi) |      |     | Saprissa    |
| 12 | TĐ | Dylan Flores          | 30 tháng 5, 1993 (15 tuổi) |      |     | Saprissa    |
| 13 | HV | Federico Crespo       | 10 tháng 5, 1992 (16 tuổi) |      |     | Saprissa    |
| 14 | TĐ | Rosbin Mayorga        | 20 tháng 3, 1992 (17 tuổi) |      |     | No club     |
| 15 | HV | Joseph Mora           | 15 tháng 1, 1993 (16 tuổi) |      |     | Alajuelense |
| 16 | HV | Ariel Soto            | 14 tháng 5, 1992 (16 tuổi) |      |     | Brujas      |
| 17 | TV | Yeltsin Tejeda        | 17 tháng 3, 1992 (17 tuổi) |      |     | Saprissa    |
| 18 | TM | Mauricio Vargas       | 10 tháng 8, 1992 (16 tuổi) |      |     | Alajuelense |
| 19 | TV | Josué David Rodríguez | 10 tháng 3, 1992 (17 tuổi) |      |     | Grecia      |
| 20 | HV | Adrián Mora           | 4 tháng 2, 1992 (17 tuổi)  |      |     | Alajuelense |

### Guatemala
Huấn luyện viên:  Antonio García

| Số | VT | Cầu thủ              | Ngày sinh (tuổi)            | Trận | Bàn | Câu lạc bộ         |
| -- | -- | -------------------- | --------------------------- | ---- | --- | ------------------ |
| 1  | TM | Eddy García          | 3 tháng 4, 1992 (17 tuổi)   |      |     | Municipal          |
| 2  | HV | José Lemus           | 5 tháng 11, 1992 (16 tuổi)  |      |     | Menedy             |
| 3  | TV | Edgar Gutiérrez      | 25 tháng 4, 1992 (16 tuổi)  |      |     | Municipal          |
| 4  | HV | Luis Fernando Vega   | 15 tháng 1, 1993 (16 tuổi)  |      |     | Academia           |
| 5  | HV | Alex Díaz            | 5 tháng 1, 1992 (17 tuổi)   |      |     | Comunicaciones     |
| 6  | HV | Rafael Hernández     | 4 tháng 11, 1992 (16 tuổi)  |      |     | Municipal          |
| 7  | TĐ | Gabriel Navas        | 14 tháng 5, 1992 (16 tuổi)  |      |     | Comunicaciones     |
| 8  | TV | Marvin Ceballos      | 22 tháng 4, 1992 (16 tuổi)  |      |     | Comunicaciones     |
| 9  | TĐ | Luis Salguero        | 3 tháng 1, 1992 (17 tuổi)   |      |     | Cobán Imperial     |
| 10 | TV | Carlos Ciraiz        | 2 tháng 9, 1993 (15 tuổi)   |      |     | Municipal          |
| 11 | TV | Kenroy Arana         | 6 tháng 2, 1992 (17 tuổi)   |      |     | Izabal             |
| 12 | TV | Bryan Orellana       | 20 tháng 5, 1993 (15 tuổi)  |      |     | Jalapa             |
| 13 | TV | José Carlos Castillo | 18 tháng 2, 1992 (17 tuổi)  |      |     | Juventud Saleciana |
| 14 | HV | Daniel Eduardo Marín | 28 tháng 3, 1992 (17 tuổi)  |      |     | Zacapa             |
| 15 | TV | Marco Rodas          | 2 tháng 1, 1992 (17 tuổi)   |      |     | Marquense          |
| 16 | TV | Gerson Lima          | 10 tháng 11, 1992 (16 tuổi) |      |     | Jalapa             |
| 17 | TĐ | Kendel Herrarte      | 6 tháng 4, 1992 (17 tuổi)   |      |     | Comunicaciones     |
| 18 | TĐ | Henry López          | 8 tháng 8, 1992 (16 tuổi)   |      |     | Municipal          |
| 19 | HV | Sixto Betancourt     | 16 tháng 5, 1992 (16 tuổi)  |      |     | Suchitepéquez      |
| 20 | TM | Mynor Padilla        | 9 tháng 7, 1993 (15 tuổi)   |      |     | Comunicaciones     |

### México
Huấn luyện viên:  José González

| Số | VT | Cầu thủ                    | Ngày sinh (tuổi)           | Trận | Bàn | Câu lạc bộ  |
| -- | -- | -------------------------- | -------------------------- | ---- | --- | ----------- |
| 1  | TM | José Rodríguez             | 4 tháng 7, 1992 (16 tuổi)  |      |     | Guadalajara |
| 2  | HV | César Ibáñez               | 1 tháng 4, 1992 (17 tuổi)  |      |     | Atlas       |
| 3  | HV | Kristian Alvarez           | 20 tháng 4, 1992 (17 tuổi) |      |     | Guadalajara |
| 4  | HV | Jairo González             | 27 tháng 2, 1992 (17 tuổi) |      |     | Guadalajara |
| 5  | HV | Oscar García               | 8 tháng 2, 1993 (16 tuổi)  |      |     | Monterrey   |
| 6  | HV | Manuel Jiménez             | 23 tháng 3, 1992 (17 tuổi) |      |     | Veracruz    |
| 7  | TV | Abraham Coronado           | 28 tháng 2, 1992 (17 tuổi) |      |     | Guadalajara |
| 8  | TV | Carlos Campos              | 13 tháng 4, 1992 (17 tuổi) |      |     | UNAM        |
| 9  | TĐ | Cristian Ruiz              | 9 tháng 6, 1992 (16 tuổi)  |      |     | Guadalajara |
| 10 | TĐ | Martín Galván              | 14 tháng 2, 1993 (16 tuổi) |      |     | Cruz Azul   |
| 11 | TĐ | Carlos Acosta              | 26 tháng 3, 1992 (17 tuổi) |      |     | Monterrey   |
| 12 | TM | Israel Cano                | 17 tháng 9, 1992 (16 tuổi) |      |     | Monterrey   |
| 13 | TĐ | Salvador Jasso             | 5 tháng 6, 1992 (16 tuổi)  |      |     | Monterrey   |
| 14 | TĐ | Christian Adán Ortega Ruiz | 25 tháng 2, 1992 (17 tuổi) |      |     | Real Leonés |
| 15 | TĐ | Efrén Mendoza              | 9 tháng 6, 1992 (16 tuổi)  |      |     | Atlas       |
| 16 | TĐ | Gil Cordero                | 13 tháng 4, 1992 (17 tuổi) |      |     | Necaxa      |
| 17 | TV | Erick Vera                 | 24 tháng 3, 1992 (17 tuổi) |      |     | UNAM        |
| 18 | HV | Diego Reyes                | 19 tháng 9, 1992 (16 tuổi) |      |     | América     |
| 19 | TĐ | Víctor Mañón               | 6 tháng 2, 1992 (17 tuổi)  |      |     | Pachuca     |
| 20 | TV | Luis Telles                | 9 tháng 3, 1992 (17 tuổi)  |      |     | Atlas       |

### Trinidad và Tobago
Huấn luyện viên:  Anton Corneal

| Số | VT | Cầu thủ            | Ngày sinh (tuổi)            | Trận | Bàn | Câu lạc bộ        |
| -- | -- | ------------------ | --------------------------- | ---- | --- | ----------------- |
|    | TM | John Thomas        | 18 tháng 11, 1993 (15 tuổi) |      |     | Joe Public        |
|    | TM | Jamal Francois     | 16 tháng 9, 1992 (16 tuổi)  |      |     | San Juan Jabloteh |
|    | HV | Deron De Freitas   | 22 tháng 4, 1992 (16 tuổi)  |      |     | St. Ann's Rangers |
|    | HV | Akeems Grant       | 4 tháng 7, 1992 (16 tuổi)   |      |     | W Connection      |
|    | HV | Reshad Wint        | 12 tháng 2, 1992 (17 tuổi)  |      |     | Joe Public        |
|    | HV | Dwight Ceballo     | 6 tháng 6, 1992 (16 tuổi)   |      |     | San Juan Jabloteh |
|    | HV | Dillon Kirton      | 25 tháng 4, 1992 (16 tuổi)  |      |     | San Juan Jabloteh |
|    | HV | Kylon Gay          | 17 tháng 6, 1992 (16 tuổi)  |      |     | Joe Public        |
|    | HV | Shaquille Stewart  | 10 tháng 11, 1993 (15 tuổi) |      |     | W Connection      |
|    | HV | Dinnel Lopez       | 15 tháng 6, 1992 (16 tuổi)  |      |     | San Juan Jabloteh |
|    | HV | Rodney Young       | 10 tháng 11, 1992 (16 tuổi) |      |     | United Petrotrin  |
|    | HV | Omarr Charles      | 12 tháng 3, 1992 (17 tuổi)  |      |     | Stokelyvale       |
|    | TV | Zavion Navarro     | 31 tháng 12, 1992 (16 tuổi) |      |     | San Juan Jabloteh |
|    | TV | Neil Mitchell      | 1 tháng 7, 1992 (16 tuổi)   |      |     | Joe Public        |
|    | TV | Shahdon Winchester | 8 tháng 1, 1992 (17 tuổi)   |      |     | W Connection      |
|    | TV | Luke Hernandez     | 24 tháng 3, 1992 (17 tuổi)  |      |     | San Juan Jabloteh |
|    | TV | Vernell Ramirez    | 19 tháng 3, 1992 (17 tuổi)  |      |     | San Juan Jabloteh |
|    | TV | Ryan Mc Leod       | 2 tháng 2, 1992 (17 tuổi)   |      |     | Toronto FC        |
|    | TV | Moriba Ballah      | 3 tháng 1, 1992 (17 tuổi)   |      |     | San Juan Jabloteh |
|    | TV | Ross Russell       | 9 tháng 1, 1992 (17 tuổi)   |      |     | Defence Force     |
|    | TV | Kedar Roderick     | 23 tháng 2, 1993 (16 tuổi)  |      |     | San Juan Jabloteh |
|    | TV | Anslem Jackson     | 18 tháng 1, 1992 (17 tuổi)  |      |     | San Juan Jabloteh |
|    | TĐ | Ryan Frederick     | 11 tháng 6, 1992 (16 tuổi)  |      |     | W Connection      |
|    | TĐ | Cordell Cato       | 15 tháng 7, 1992 (16 tuổi)  |      |     | San Juan Jabloteh |
|    | TĐ | Jerrel Britto      | 4 tháng 7, 1992 (16 tuổi)   |      |     | San Juan Jabloteh |
|    | TĐ | Malcolm Manswell   | 20 tháng 2, 1992 (17 tuổi)  |      |     | Baltimore Bays    |
|    |    | Johan Peltier      | 25 tháng 3, 1992 (17 tuổi)  |      |     | San Juan Jabloteh |